# アーケードゲーム

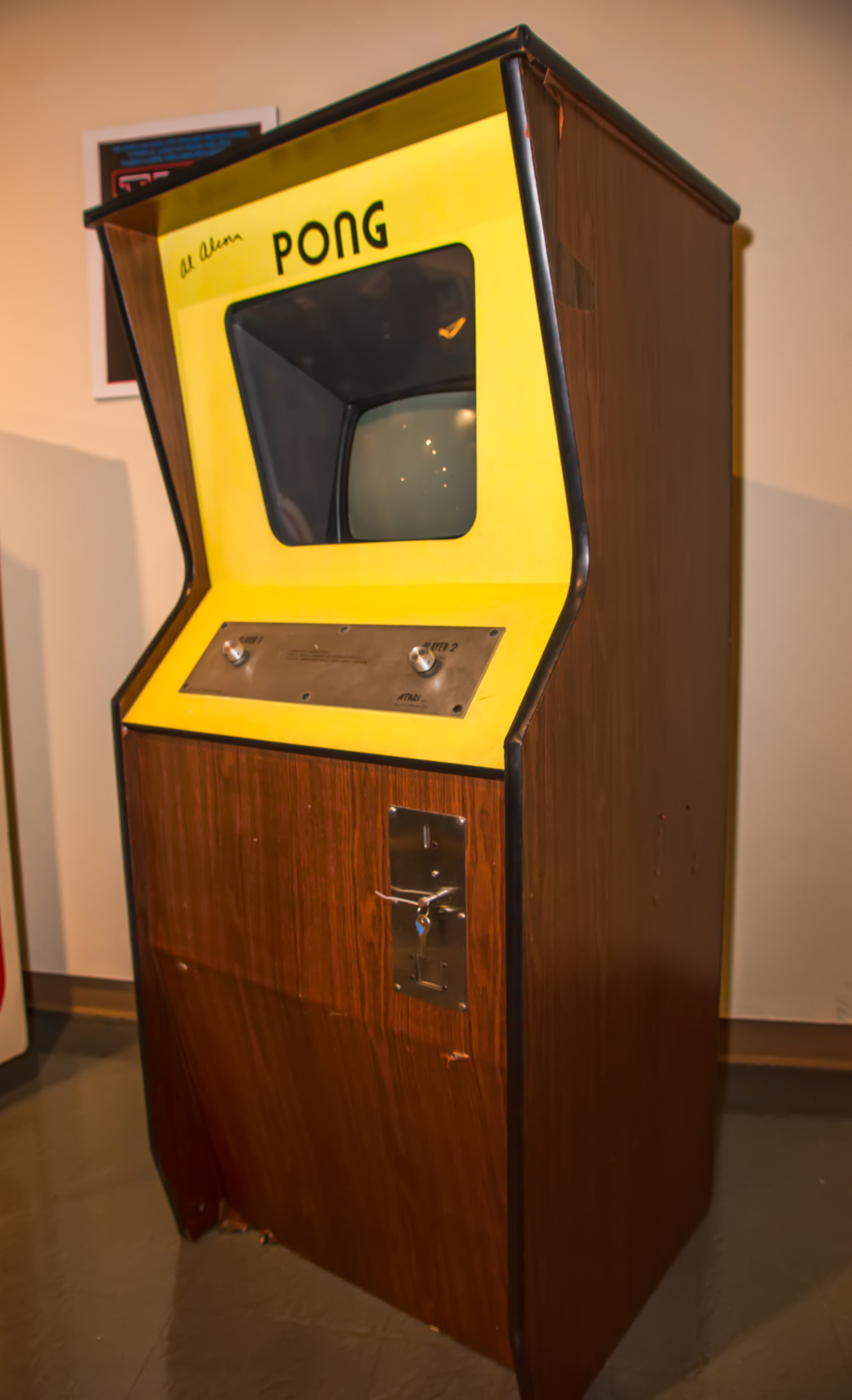
「ポン」は最初に商業的に成功したアーケードビデオゲーム

アーケードゲーム（英語: arcade game）は、業務用ゲーム機（アーケードゲーム機）によるゲームのこと。

## 呼称
通常の辞典、ゲームを主題とする辞典によってはアーケードゲームが和製英語とされているが正しくはなく、コンピューター文化史研究家のタイニーPはゲームセンターが和製英語として説明されたのを文中に登場するアーケードゲームも和製英語だと思い込まれた可能性を挙げた。また、アーケード街、商店街にあるとする説明もあるが、Amusement Arcade、Penny Arcadeのようにゲームセンターを意味する英語が生まれ、そこに設置されたゲーム機器、設備がArcade Gameと呼ばれるようになったためアーケード街と関連付けることではない。
Amusement Arcadeはアメリカでは1902年の新聞広告で大文字で始まる言葉として使われ、それは固有名詞として捉えられていたことになる。そのときは路上に置かれた機器ではなく建物内の店舗名だった。似た言葉に劇場を意味するamusement center、amusement hall、建物内の娯楽室を意味するamusement parlor、射的を意味するshooting gallery、ボウリング場を意味するbowling alleyといったものがあったが、Penny Arcade、Amusement Arcadeはそれらと混ざらず、賑やか、楽しそうなものが多くある様を思い起こさせる店名だったとみられる。
日本の業界ではアメリカを主に輸入元としていたこともあって業界ではアーケードゲームを業務用ゲーム機の意味で使ったが、1970年代中頃にはメダルゲームやコンピュータゲームを含むことはほとんどなく、業界ではそれが新興勢力として注目されたためとみられ、レトロニムではないがそれまでのゲーム機器の総称としてアーケードゲーム機の語が使われたと考えられる。その後、テレビゲームという言葉も広まったがゲームメーカーによっては広告、カタログなどでビデオゲームの語を使い続けたせいか1980年代初頭の一部マニアには業務用に対してだけビデオゲームと呼ぶようになった。パソコン雑誌の中には北米市場の影響を受けて、パーソナルコンピュータ(PC)向けアクションゲームなどをアーケードゲームと呼んでいたところもあった。
こういった状況が変わり始めたのは業務用ゲーム界が一般消費者向けにも目を向け始めたのと同時期で、北米で業務用家庭用の両方が大人気となり、日本でも家庭用や安価なPCの市場が注目され、ホームユース、ホーム市場などと呼ばれた。そして、業務用を意味する言葉としてアーケードが更に使われるようになった。ビデオゲームの語はまだまだマニアには使われていたが、『ドラゴンクエストII』『ドラゴンクエストIII』などのファミコンRPGが流行し、ファミコンにも業務用にもなかったジャンルの先進性があると捉えられたことや単にゲームだけでコンピュータゲームを意味することが子供にも広まり、それと比べてビデオゲームは語呂の長い言葉となったこと、インベーダーゲームブームから10年近く経ったことやレトロブームリメイクブームの波でコンピュータゲームの歴史を俯瞰的に捉えることができるようになったこと、X68000、PCエンジン、メガドライブなど性能が向上したPC、家庭用ゲーム機が発売され業務用作品がそれらへ移植され、オリジナルと比較されるようになったことで1980年代末にはビデオゲームと呼ぶことは廃れ、アーケードがよく使われるようになったとみられる。なお、ファミ通において、コーナー名としては2000年代でもビデオゲームTOP10のように使用例がある。

## 米国のアーケードゲーム

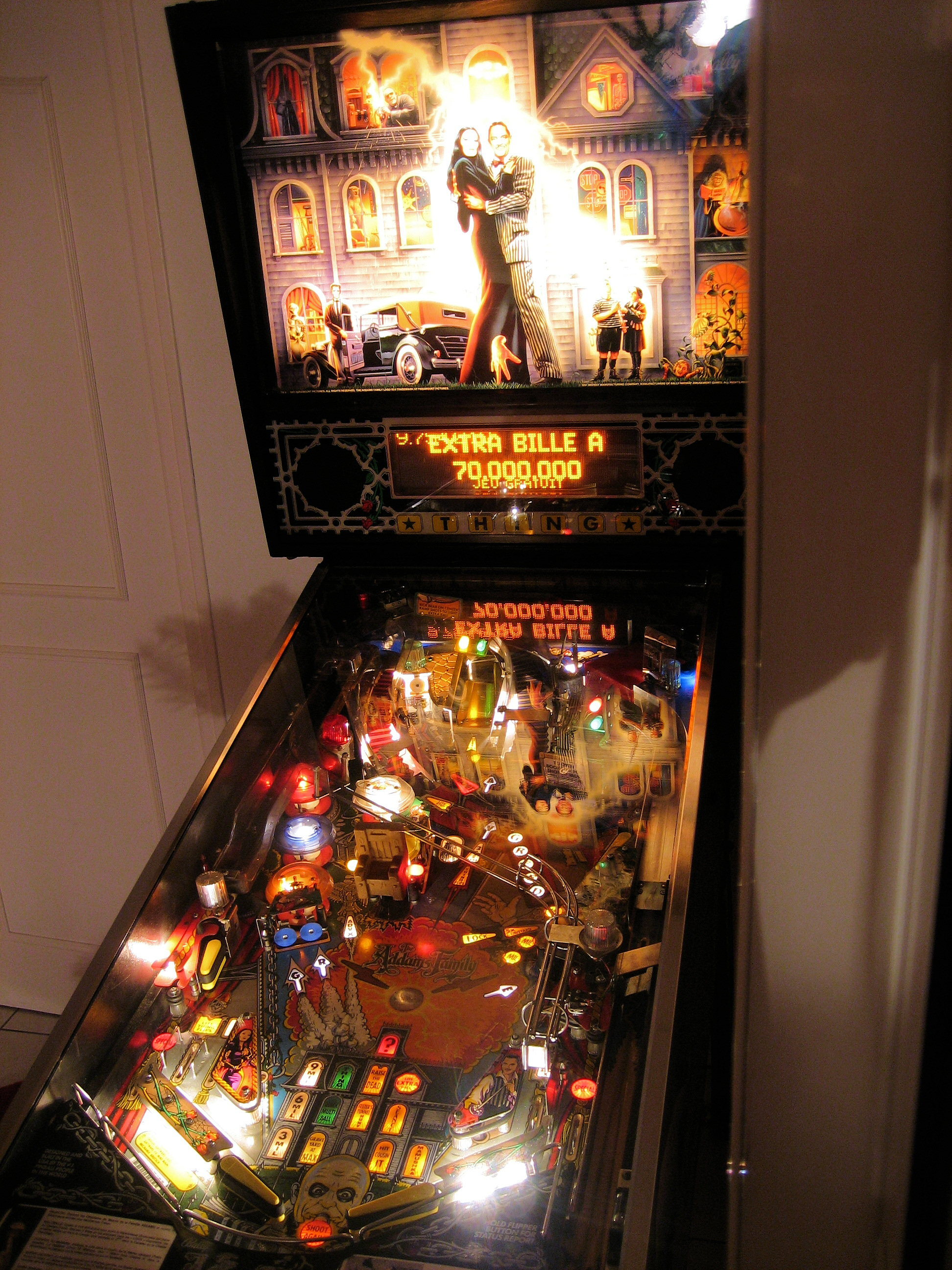
『アダムス・ファミリー』のピンボール・マシン

古くは典型的、代表的なものとしてはピンボールがあり、電気、機械的な装置だった。
不特定多数を対象とした世界初のコンピュータゲームは1958年に米国のブルックヘブン国立研究所で物理学者のウィリアム・ヒギンボーサムがオシロスコープを使って製作したテニスゲーム『Tennis for Two』とされている。これは業務用ではなくブルックヘブン国立研究所の定期公開日の見学者用にあり合わせの機材で製作されたものであったが予想外の人気を博した。
世界初のアーケードゲームは1971年にナッチングから発売された『コンピュータースペース』である。この『コンピュータースペース』は生産台数約1500台と少なめで、あまりヒットしなかったが後世のゲーム文化に与えた影響は大きかった。
その翌年の1972年にアタリ社がゲームシステム『ポン』を発表し、これが大ヒットしたことから『ポン』が「業務用ゲーム」の元祖と呼ばれている。

## 日本のアーケードゲーム

### 営業方法

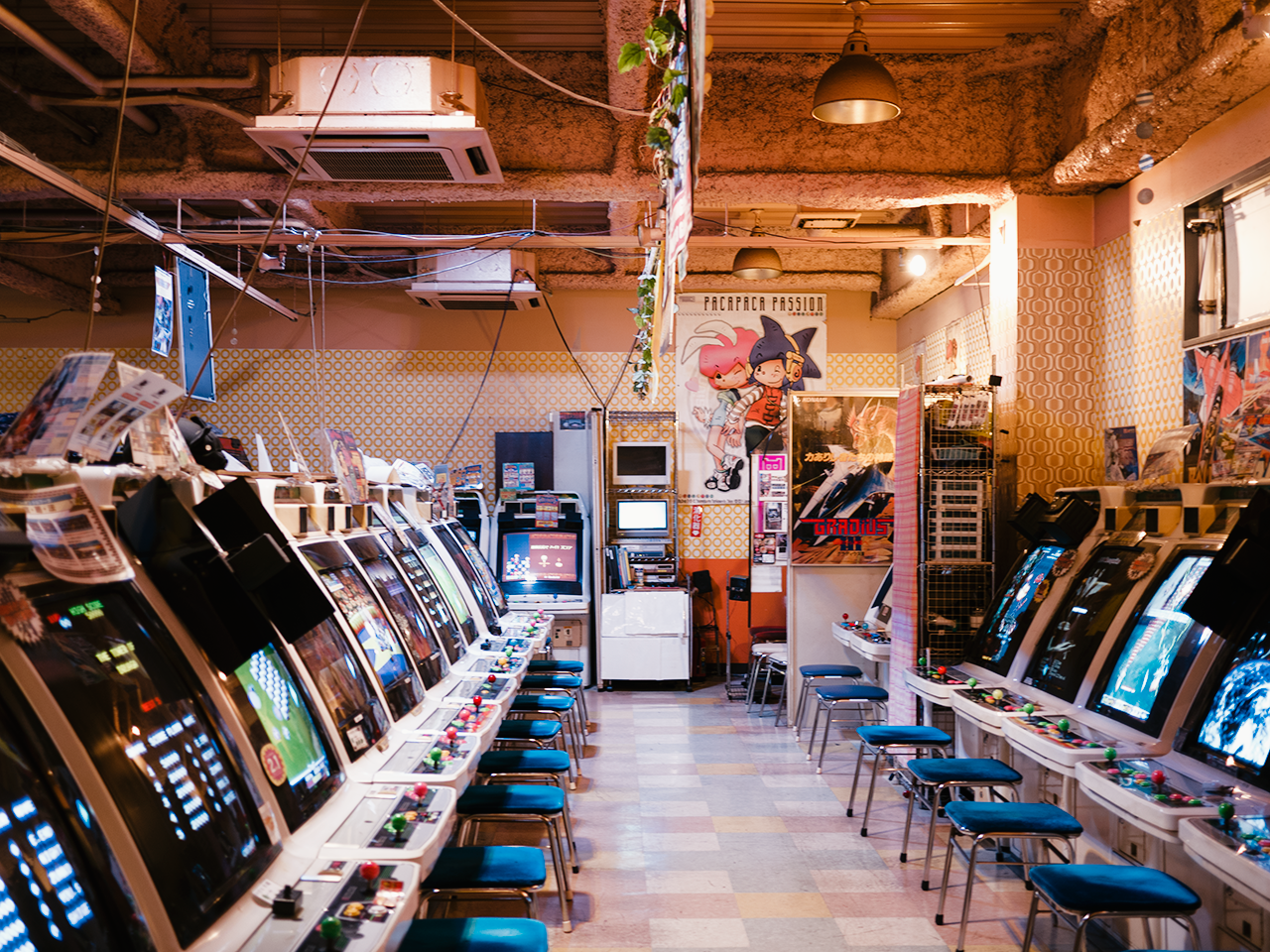
複数のビデオゲームを設置した場所

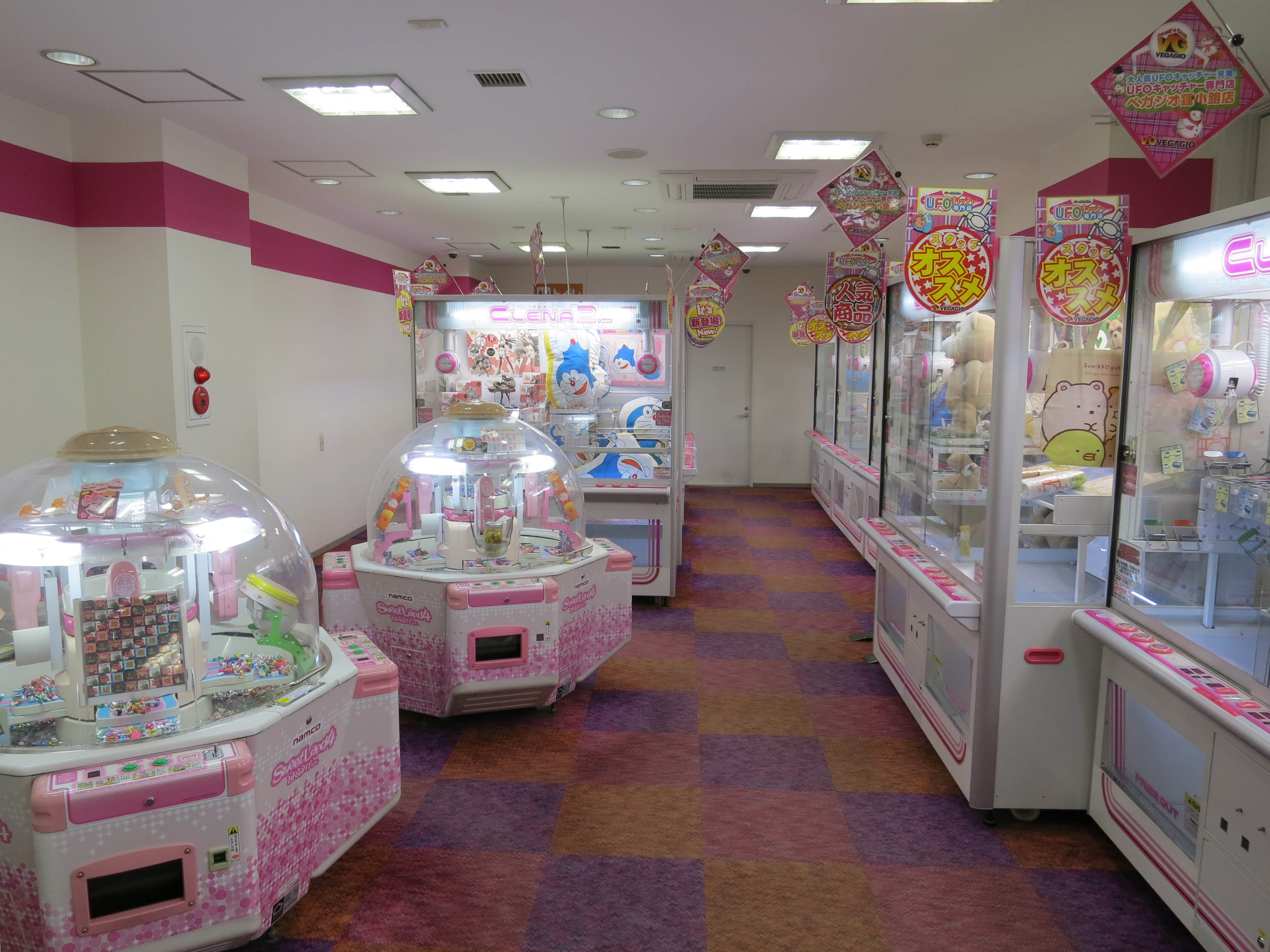
複数のプライズゲームを設置した場所

日本国内では主にゲームセンターや遊園地などのアミューズメントスポットに設置され、1プレイごとに料金を徴収するのが一般的である。これらアミューズメント機器を設置する施設の運営は、風俗営業法に従って行われているため、全国共通で18歳未満は22時以降の入店禁止の制限が設けられている。同時に、各都道府県の条例により16歳未満、18歳未満の入店制限時間を別個に設定している（法律や規制に関する詳細はゲームセンターの項を参照）。
近年では、時間当たりの入場料金を支払い、ダーツやビリヤードその他スポーツアトラクションが遊び放題となる施設にアーケードゲームを設置する例も存在する。店内のゲーム機はフリープレイ設定であることがほとんどであり、風俗営業法の規制対象外の店が多い。ペイアウトを伴うメダルゲームやプライズゲーム、トレーディングカードアーケードゲームまたはプリクラなどは設置されない（例外あり）。
ビデオゲームの売上低下は著しく、1997年以降はプライズゲームに、2001年以降はメダルゲームよりも下回る状況が続いている。
2020年代に入ると、新型コロナウイルス感染症の感染拡大に伴う外出自粛などの影響でゲームセンターの来店者数がさらに激減し、店舗数も減少した。これに関連してサービスを終了するアーケードゲーム作品も存在した。

### プレイ料金
料金は地域、店鋪、ゲームの種類等により差があるが、一般的には10円 - 500円程度。筐体に直接硬貨を投入する場合がほとんどであるが、プリペイドカードや電子マネー（Edyなど）を用いたり、事前にメダル貸出機でメダルを借りて、そのメダルを使用する場合もある（メダルゲーム）。なお、紙幣を投入できる機構を備えたゲーム機を製造及び設置することは日本国内においては違法である。
海外では、現金の代わりに、トークン（代用貨幣）を使用する例もある（日本国内でも少数ながらトークン制の店舗が存在）。現金を、払い戻しができないトークンと呼ばれるメダルに予め換えさせ、硬貨と同様にゲーム機に投入させて料金とするものである。メリットは現金をトークンの貸出機で集中的に管理する事ができる点にある。また、一度に両替する金額によってトークンの単価を変えることで客にスケールメリットをアピール（例:1ドル3トークンとして、通常50セント1プレイのゲームを1トークン（約33セント）でプレイできる、等）して、一度に多額の現金をトークンに換えさせるよう促す効果（と同時に、ほとんどゲームをしないライト客からは相応に高単価の料金を徴収する効果）もある。

## 機器面の分類

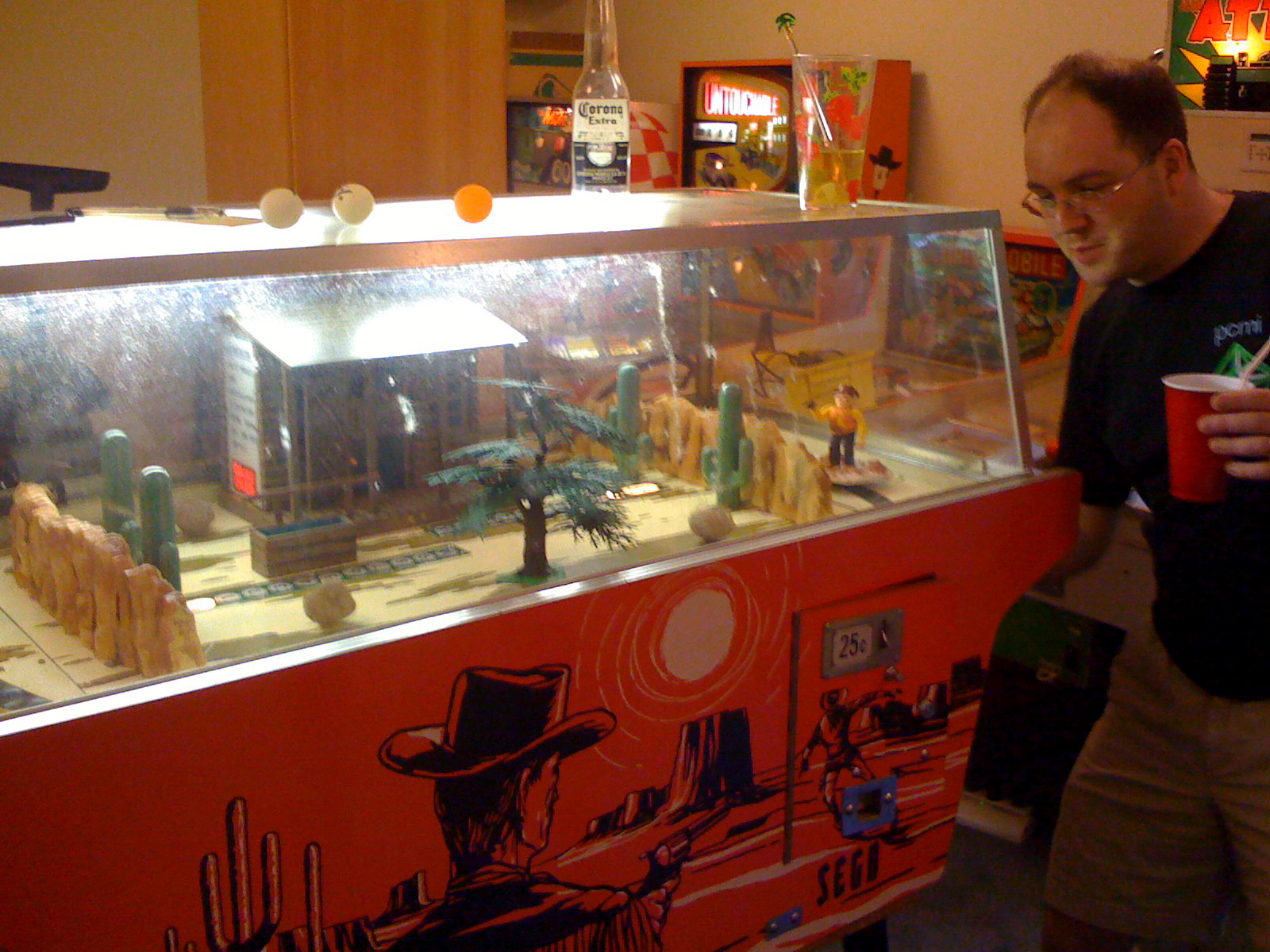
エレメカ（セガのGUN FIGHT）

アーケードゲームは大別して、コンピュータゲームとエレメカの2種類に分類できる。このほか、稀にカジノテーブルやボードゲーム、トレーディングカードゲーム(TCG)のデュエル（対戦）スペースなどを設置してアナログゲーム＝非電源ゲームを運営する場合もある。カジノテーブルのみを設置したアナログゲーム専門店はカジノバーと呼ばれるが、ゲームセンターと同じ扱いを受けるため、風営法による営業の認可を得る必要がある。一方、TCG専門のデュエルスペースは一般的に同法による認可は必要とされていないが、場所貸しだけでなく、店員がゲームに関与する（ジャッジやゲームマスター、あるいは1人客の相手役をするなど）する場合は風俗営業として認可が必要となる）。
ゲーム基板は、基本的に1枚につき1タイトルであり、別のゲームを稼動させるには筐体の中の基板を交換する必要があるが、家庭用ゲーム機のようにメディアの交換で別ゲームを稼動できる、システム基板と呼ばれる物も存在する。システム基板のアーキテクチャは従来はメーカー独自設計が多かったが、近年ではコスト削減のため（また、独自基板を開発しなくても充分オーバースペックのシステム基板が利用できるという理由もあって）、家庭用ゲーム機のアーキテクチャを流用したものやPCをベースとしたものが増えている。少なくとも1990年代までは、独自開発の最先端技術を投入することで、家庭では体験できない高品質なグラフィックを売りにしていたが、2000年代に入って、コストパフォーマンスの問題からアーケードゲーム機器においても家庭用ゲーム機のアーキテクチャの流用に続き、家庭用PCのアーキテクチャを流用するようになったため、グラフィックでは家庭用PCの方が上回るようになった。
一方、プレイごとにお金を払うという性質を生かして、プレイが成功すると景品がもらえるプライズゲームという種類のゲームもある。これはエレメカに分類され、いわゆるコンピュータゲームのような画面がなかったり、あっても簡易なものであることが多い（ビデオゲームを使用したプライズ機は認められていないため）。なお、プレイの成否を問わず必ず何らかの商品がもらえる構造のゲームは、法律上はゲーム機とは見なされず自動販売機に分類される（アミューズメントベンダー、あるいは単にベンダーと呼ばれる）。このため、ビデオゲームと組み合わせた機器も存在する。

## メンテナンス・サポート
基本的にメンテナンスはオペレーター（アミューズメント施設運営者）が行うが、メーカーが定期点検を行う場合がある。
メーカーが筐体やシステム基板をサポートする期間はタイトルによって異なるが、大半は部品調達難などの理由でメーカーサポートを終了する場合が多い。基板や筐体によっては20年から35年もサポートを行っていたタイトルもある。メーカーが事業撤退もしくは経営破綻した場合は、グループ企業への事業移管や同業他社へ事業譲渡した場合などを除き、一切メーカーサポートを受けることはできない。バンダイナムコエンターテインメント（当時）は2015年7月に、セガ・インタラクティブ（当時）は2016年11月に、メーカーがサポートする期間を基本的にPCや家庭用ゲーム機並みにすることを発表している。
ネットワーク対応タイトルにおけるネットワークサービス終了が行われる時間は、23時59分もしくは、風営法による営業禁止時間（0時〜6時）に行われることがほとんどである。
主要メーカーの中には、バンダイナムコアミューズメントのアーケードゲームのメンテナンスやサポート業務をバンダイナムコテクニカとバンダイロジパルが、セガ フェイブのアーケードゲームのメンテナンスやサポート業務をセガ・ロジスティクスサービスがそれぞれ手掛けているように、グループ内でアーケードゲームのメンテナンスやサポートを行う会社がある。他の主要メーカーでは、タイトーは自社でアーケードゲームのメンテナンスやサポートを行っている他、アミューズメント施設運営者を対象としたタイトーアミューズメントスクールを厚木テクニカル＆ロジスティクスセンター内に設置している。コナミアミューズメントは、自社でアーケードゲームのメンテナンスやサポートを行っている。サービス拠点は、バンダイロジパルとタイトーが全国各地に設置しているのに対し、セガ・ロジスティクスサービスはサービス拠点が4か所（東京都大田区、千葉県佐倉市、大阪市、福岡市）しかない。カプコンは以前は三重県伊賀市にあるサービスセンターでメンテナンスやサポート業務を行っていたが、2019年4月にセガ・ロジスティクスサービスへ業務が移管された。
主要メーカー以外は、メンテナンスやサポートをメーカー自体が行うか、バンダイロジパルやセガ・ロジスティクスサービス、タイトーに委託する場合が多い。
メーカーの筐体サポートサイトは、メーカーと取引があるオペレーターや筐体レンタル業者しか会員になれず、メーカーと取引がないオペレーター、筐体レンタル業者、個人ユーザーの閲覧可能なページには制限がある。そのため、バンダイナムコアミューズメント製品とタイトー製品のメーカー修理サポートは、取引がある法人が所有する筐体に限定されている（個人所有の筐体や取引がない法人が所有する筐体は、取引がある法人<購入した販売代理店など>を経由することになる）。カプコン製品のサポートは、セガ・ロジスティクスサービスの約款が適用される。会員であっても、会員であるオペレーターや筐体レンタル業者が、部品代金の未払い、倒産、風営法並びに各都道府県の条例に違反した場合などは会員資格を取り消すメーカーもある。

## 筐体
筐体とはゲーム機の外殻のことや、ゲームの機械や付帯設備を収める箱をいう。

### 汎用筐体
単体で発売されるゲーム基板を入れ替えて、コントロールパネルやボタンを換装することにより、汎用的に様々なゲームに使用することができる。1990年代以降、汎用筐体といえば後述のミディタイプ筐体を指すことが普通である。ゲーム業界内部での流行に合わせ、年代毎に特徴的な付加機能（例として、ヘッドフォン端子、プリペイドカード用スロット、家庭用ゲーム機のメモリーカードやコントローラー用の端子、ICカードスロットなど）が装備されているので、それを元に世代を推測することもできる。

#### アップライト筐体

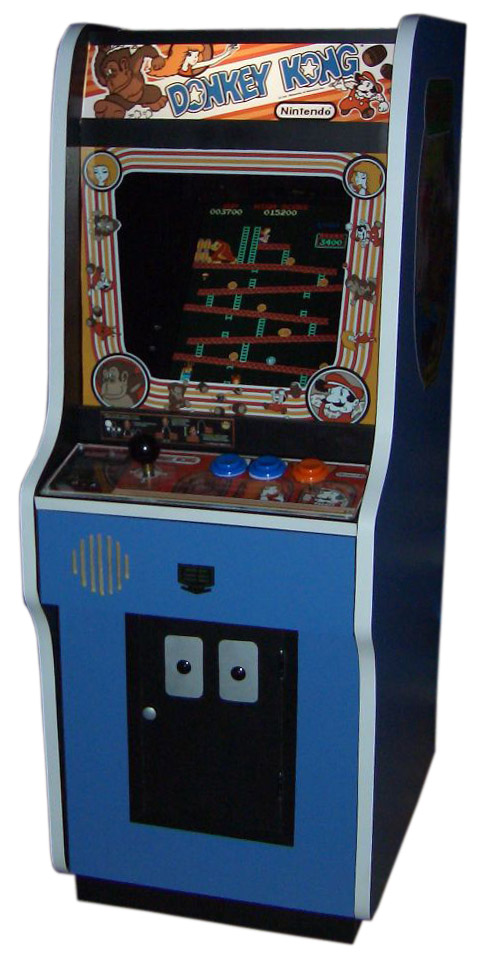
アップライト筐体の一例（ゲーム基板『ドンキーコング』）

プレイヤーが立ってゲームを行う筐体で、モニター画面は床に対してほぼ垂直か、やや仰角をつけて取り付けられている場合が多い。多くは冷蔵庫やタンスの様な直方体に近い形をしているが、新しいタイプではAVラックのような洗練されたデザインのものもある。

#### ミニアップライト筐体
小型のアップライト筐体。使用するモニターが小さく、マーキー（看板）も簡素化するか、または完全に除去して、小型化が図られている。シングルロケやSCロケなど、小さな子供客が多いロケーションで多く用いられる。
日本では駄菓子屋の軒先など屋外に設置する筐体がオレンジ色だったことから『オレンジ筐体』や『駄菓子屋筐体』と俗称される。
米国においては、キャバレータイプあるいはキャバレー筐体（cabaret type/cabinet）と称する。

#### ミディタイプ筐体（汎用筐体）

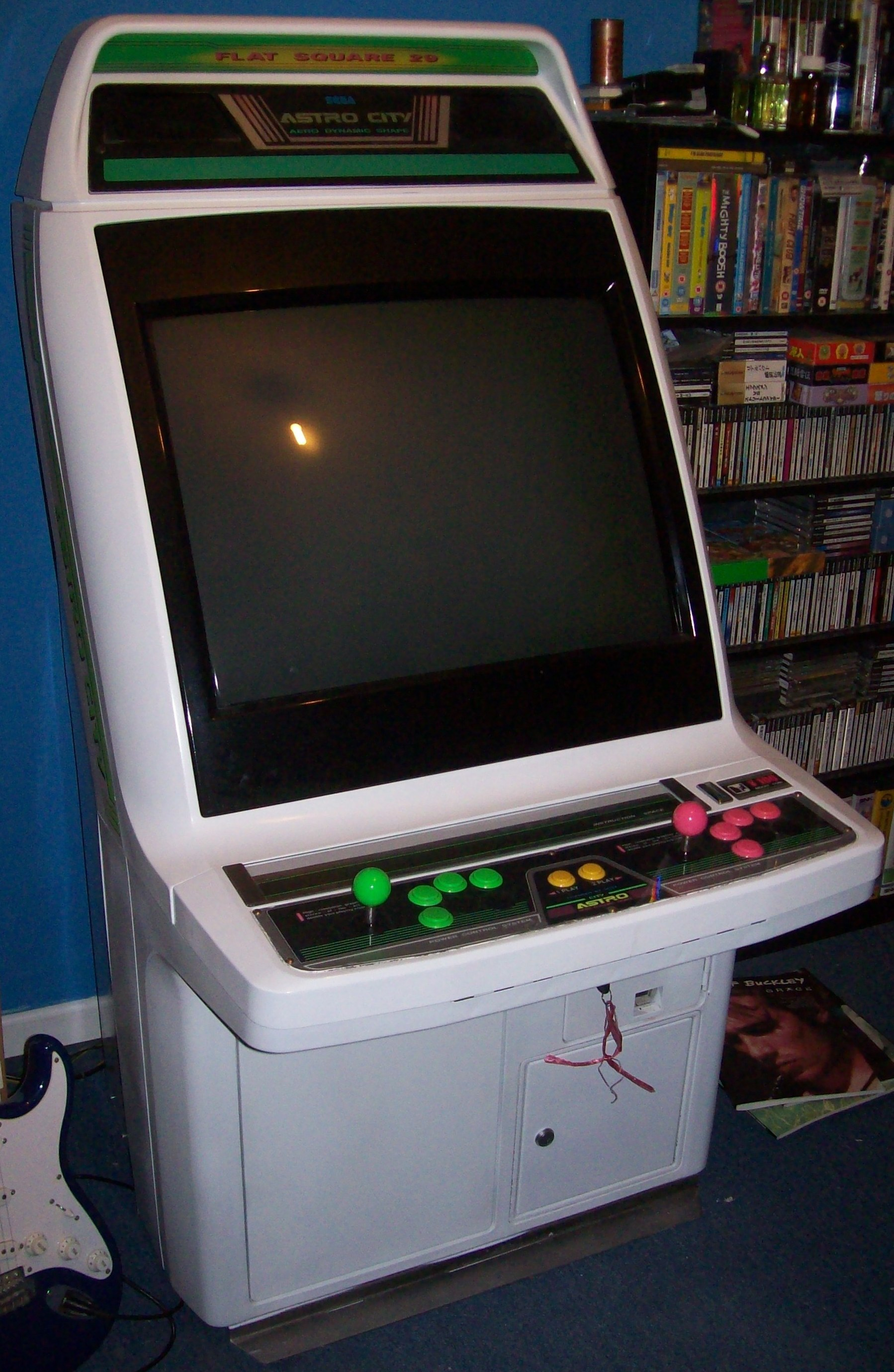
ミディタイプ筐体の一例（セガ『アストロシティ』）

アップライトに似て、モニター画面は床に対してほぼ垂直か、やや仰角をつけて取り付けられているが、筐体全体の背が低く、プレイヤーは椅子に座ってゲームを行う点がアップライトとは異なる。そのため家庭用のモニターとアスペクト比が違う。解像度は当時のブラウン管のテレビより高い。テーブル筐体に代わるビデオゲーム用汎用筐体として、1985年頃より普及し始め、2007年現在では日本国内のメーカーが製造するビデオゲーム用汎用筐体の殆どがこのタイプになっている。筐体上部にゲームの目的や基本的な操作方法を説明するインストラクションカードを入れて掲示できる。
「ミディタイプ筐体」との呼称は、アミューズメント産業出版社が刊行する遊戯機械総合年鑑においては、1987年版のエイブルコーポレーション及びエス・エヌ・ケイ社製汎用筐体の説明文に初めて登場し、更に同年鑑の1990年版では、エイブルコーポレーション、カシオゲーム社、カプコン、ジャレコ、タイトー製汎用筐体の説明文に使用されるまでに至っている。しかし、この呼称はテーブル筐体の減少と並行して使用頻度が下がり、2007年現在では単に「汎用筐体」と呼ばれるか、または商品名で呼ばれるのが普通となっている。

#### カクテル筐体
モニター画面が床に対して水平に設置されており、ガラスの天板の上にはカクテルグラスを置くことが出来ることからその名が付いた。主に米国で使用される名称で、後述するテーブル筐体もこの一種とされる。

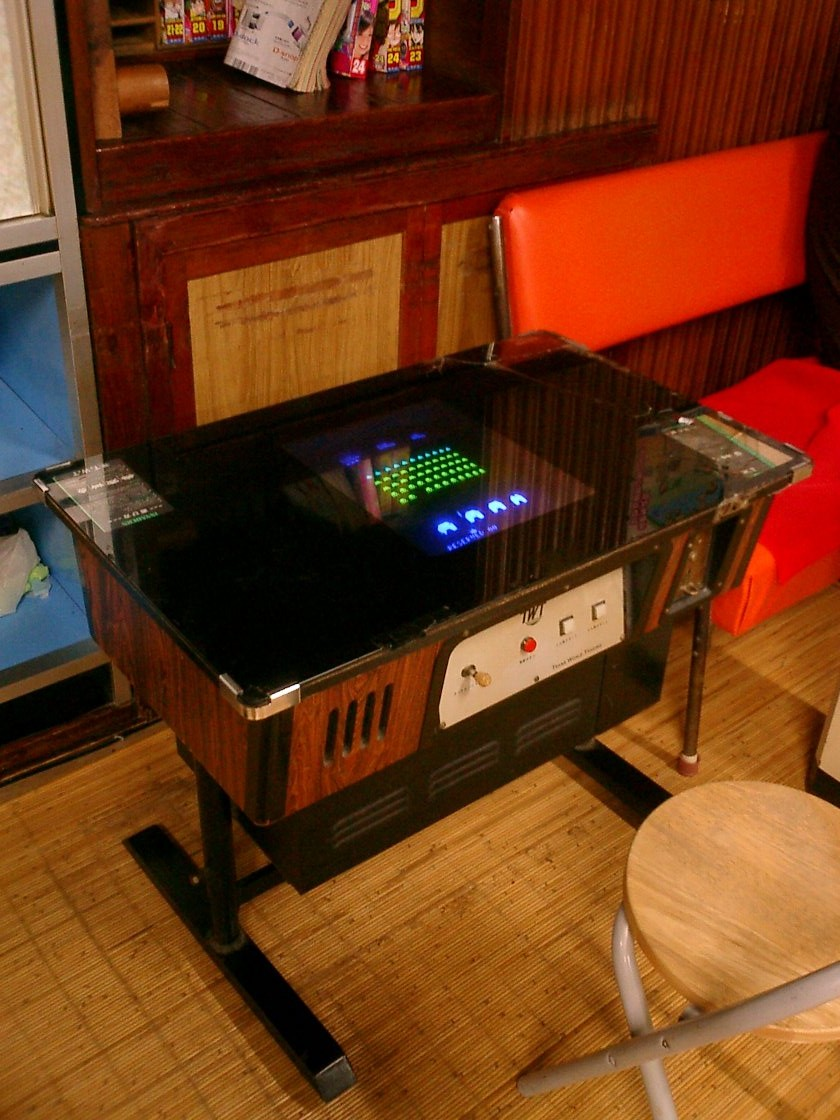
テーブル筐体（『スペースインベーダー』）

#### テーブル筐体
テーブル筐体は1976年にタイトーが「ブロックくずし」のゲームを製造した際、喫茶店に納入するために開発したものである。1978年に同社からリリースされた『スペースインベーダー』の大ヒットで爆発的に全国に普及した。1980年代前半までは業務用ビデオゲームと言えば、殆どがこれであった。1990年代中盤までは、ゲームセンターの総店舗数の中でもゲーム機を導入した喫茶店は、風俗営業等の規制及び業務の適正化等に関する法律の認可店舗19406店舗のうち8768店で、それ以外の風適法適用が必要ない店舗にも置かれていた。風適法の施行後は、喫茶店側もゲームが置ける面積（敷地面積の10%以下）や営業時間を抑えなければゲームセンターとしての申請を行わなければならず、1981年秋以降に摘発が多数発生したことなどが影響して、テーブル筐体などをサービスとする喫茶店は減少した。インストラクションカードは画面の両脇に天板の下に挟み込んで掲示する。

#### カウンタートップ筐体
飲食店のカウンター上に設置することを目的とした筐体。ソリティアに類するパズルゲームが入っていることが多いが、ビデオスロットやビデオポーカーなど、しばしばギャンブルをテーマとするゲームが入っている場合もある。

#### プロジェクタ筐体
ゲームセンター、屋内型大型施設等のゲームコーナー等に置かれる50インチ以上の後投影型プロジェクタを使用した汎用筐体。プロジェクタ部とプレイヤー部を分離し、ゲーム基板はプレイヤーコンパネ部下の一体化されたBOX内に内包される。

### 専用筐体
いわゆる大型筐体ゲーム。

#### コクピット筐体

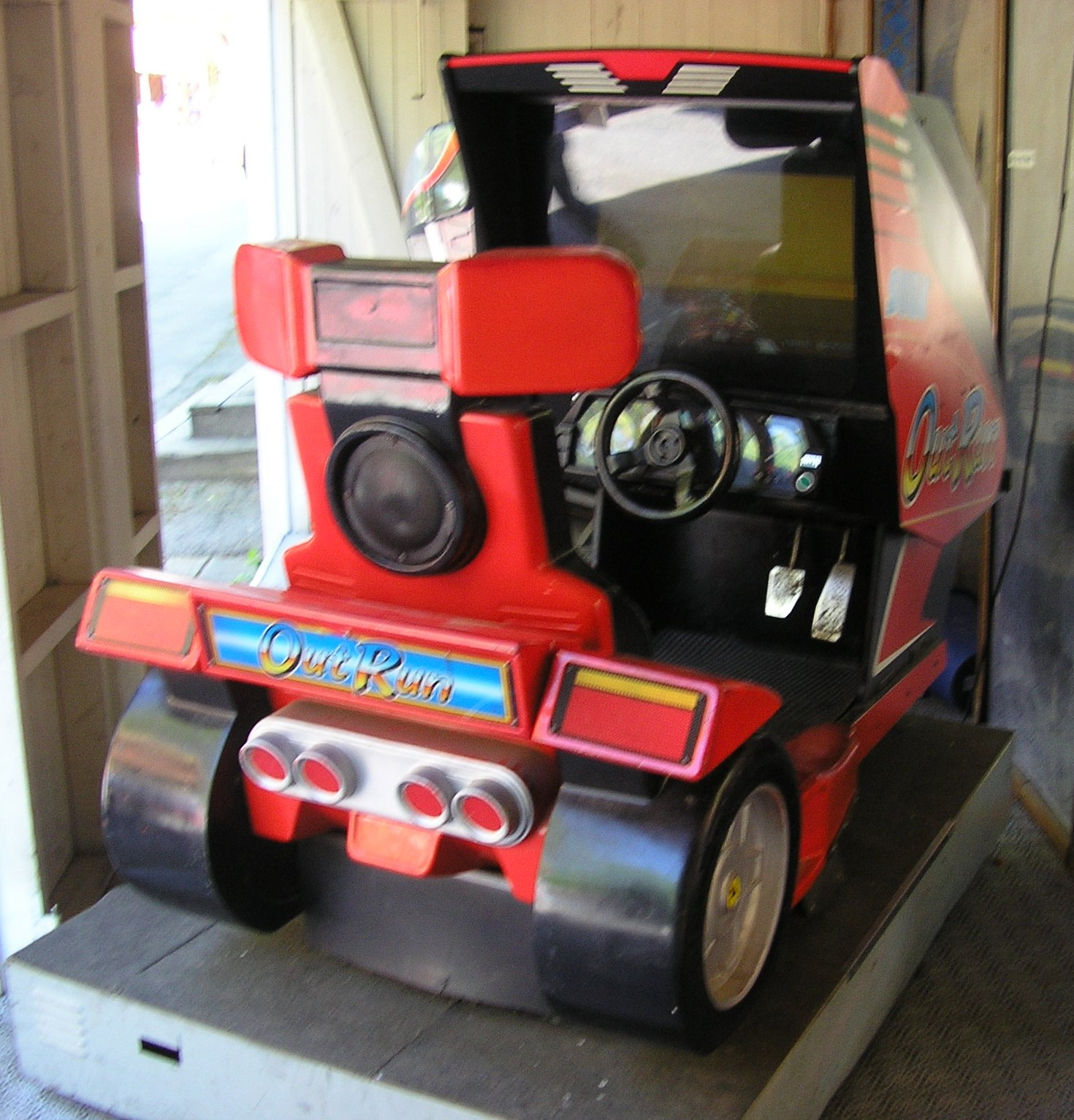
『アウトラン』固定筐体

コクピット筐体は自動車や宇宙船のコクピット（操縦席）を模した筐体に座ってプレイするもので、例えばレースゲームならば、レースカーのコクピットを模した大型の筐体でプレイするようなゲームであり、よりリアルな臨場感を味わうことができる。

#### 体感筐体
コクピット筐体の変形バリエーションで、プレイヤーが乗り物型の筐体に乗ったり、操作する事で筐体が動いたりするもの。『モナコGP』以降のセガが得意とする。近年はスケートボードや自転車から、犬の散歩にいたるまで、あらゆるジャンルが体感筐体として作られている。中にはプレイヤーが筐体に乗り込み、筐体そのものがゲーム内容に合わせて動くことで臨場感を出すもの（R-360など）も存在した。

#### カードゲーム筐体
専用筐体の一つであるが、ゲームの過程でカードを使用するもの。筐体の形状は様々ではあるが、特徴的なのはカードを読み取る機構（バーコードを読み取るだけの単純なものから、位置や上下方向を認識するものなどもある）と、新規カードを排出する機構を備えていること。カードの情報を読み取ることで画面内のキャラクタの属性を変化させたり、カードを筐体上で移動させることでキャラクタを移動できるなど、トレーディングカードとビデオゲームを組み合わせたゲーム性になっている。また、ゲームを行うごとに新規カードが払い出されるようになっている。一般に、トレーディングカードゲーム（TCG）ではプレイヤーがカードを多く所有するほど、使用できるキャラクタや技などが増え、ゲームを有利に進められることが多い。この筐体の場合、プレイ毎に新たなカードを入手できるため、プレイ回数を重ねれば重ねるほどゲームを有利に進めやすくなり、結果として繰り返しプレイされることが期待できる。
アーケードを家庭用に移植する場合、カードの排出機能自体は家庭用で再現出来ない（もっとも、TCGとコンピュータゲームの融合はカードe（任天堂）など家庭用ゲームの方が先である）。故に現在はアーケードでしか実現できない家庭用に対するアドバンテージとなっており、『オシャレ魔女♥ラブandベリー』の様な児童向けゲームまで多数登場している。
ジャンルの名称としては、「トレーディングカードアーケードゲーム」と呼ばれている。
なお、前述の通り法律上は自動販売機（ベンダー）という位置付けになる。

## 歴史

### 1970年代
1971年
- ノーラン・ブッシュネル、史上初のアーケードビデオゲーム『コンピュータースペース』（開発：シジギ、発売：ナッチング・アソシエーツ）発売。操作性が悪く全く人気が出ず。

1972年
- ブッシュネル、上記の反省を活かし『ポン』（アタリ）発売、大ヒット。娯楽産業史上ではこれが最初とされる。
- 太東貿易が『株式会社タイトー』へ社号変更。

1973年
- 日本で『ポン』のコピーゲーム『ポントロン』（セガ）と『エレポン』（タイトー）発売。
- 日本人が開発した初のアーケードビデオゲーム『サッカー』（タイトー、開発者：西角友宏）発売。

1974年
- 日本製初のビデオレースゲーム『スピードレース』（タイトー、開発者：西角友宏）が発売されヒット作となる。

1975年
- ドイツでドライビングシミュレーター研究開発の一環として制作されたドライブゲーム『ニュルブルクリンク1』が発売（開発者はライナー・フェルスト）。コースは白い支柱の並びのみで表現され、ライバルカーもないシンプルなものだが、世界初の3D視点によるドライブゲームであり、翌年にアタリがこれに影響された製品『ナイトドライバー』を販売する。

1976年
- 『ブレイクアウト』（アタリ）発売。日本では『ブロックくずし』の通称で、これを発売する為非常に多くのゲーム会社が創業し、現在も老舗メーカーとして多数生き残っている。

1977年
- 帝国管財株式会社が『株式会社テーカン』へ社号変更。
- 有限会社中村製作所が『株式会社ナムコ』へ社号変更。

1978年
- 『スペースインベーダー』（タイトー）発売。大ブームとなる。
- 『デスレース』（開発：エキシディ、日本での販売：ボナンザ・エンタープライズ）が摘発される。同ゲームは自動車のハンドルを操作して映像に映る歩行者を轢き殺し、その数を競うという反社会的内容のゲームであり問題となっていた（1975年に公開された映画『デス・レース2000年』をモチーフにした可能性がある）。ゲーム内容を取り締まる法律が無かったことから製造業者らの逮捕に当たっては、製造時の手続き上の瑕疵を理由として電気用品取締法が適用された。

1979年
- 『ギャラクシアン』（ナムコ）発売。ポスト・インベーダーとして好評を博す。
- アイ・ピー・エム株式会社が『アイレム株式会社』へ社号変更。

### 1980年代
1980年
- アイレムの全株式が株式会社ナナオに売却され、その子会社となる。
- 世界初の音声合成を備えたビデオゲーム『スピーク&レスキュー』（サン電子）発売。
- 『パックマン』（ナムコ）発売。日本だけでなくアメリカを始め全世界で記録的大ヒットとなる。
- デコカセットシステム（データイースト）発売。ハードウェアとソフトウェアの基板を共通化し、ソフトを差し替えることで多彩なゲームを扱うことが出来た最初期のアーケードゲーム基板。

1981年
- アミューズメントマシン開発・製作企業の業界団体「日本アミューズメントマシン工業協会」（JAMMA）発足。

1982年
- ミッドウェイ社が『バリー・ミッドウェイ』へ社号変更。
- 『ポールポジション』（ナムコ）発売。『スピードレース』のヒット以降、トップビュー視点が当たり前だったレースゲームに、ラスタースクロールによる擬似3Dの後方視点を初めて実装した。
- 『サブロック3D』（セガ）発売。初の3Dシャッターによる立体視が実装されたアーケードゲーム。

1983年
- 『ゼビウス』（ナムコ）発売。著名人やマスメディアを巻き込む大ブームとなる。
- 初のレーザーディスクゲーム『アストロンベルト』（セガ）発売。
- 『コンピュータークイズ 頭の体操』（ユニエンタープライズ/八千代電器産業）発売。その後のクイズゲームの雛形となる。
- 『光速船』（バンダイ）発売。家庭用のシステムにオプションを付けることでコインオペレートも可能で、「ゲームセンターと家で同じゲームが遊べる」という理想の先鞭を付けた。
- 『TX-1』（辰巳電子工業）発売。複数のモニター（3画面）を用いた初のアーケードゲーム。ただし、モニター間に継ぎ目あり。
- 『マイコンBASICマガジン』（電波新聞社）、『ログイン』（アスキー）、『コンプティーク』（角川書店）にて報道始まる。

1984年
- 風営法が大幅に改定。ゲームセンターの24時間営業が不可に（施行は1985年2月）。
- ファミリーコンピュータの構造を応用し、そちらからの移植を容易にしたアーケード基板『任天堂VS.システム』が発売。
- 業界初の回転機能があるゲーム基板を用いたゲーム『チューブパニック』（日本物産）発売。

1985年
- 体感ゲームの第1作目『ハングオン』（セガ）発売。
- 全篇背景動画10万数を越えるレーザーディスクゲーム『ロードブラスター』（データイースト）発売。
- 百貨店やショッピングセンターにおけるアミューズメント施設運営企業の業界団体「日本SC遊園協会」（NSA）発足。
- ゲームセンター運営企業の業界団体「全日本アミューズメントマシン・オペレーター連合会」（AOU）発足。

1986年
- 株式会社テーカンが『テクモ株式会社』へ社号変更。
- 新日本企画が『株式会社エス・エヌ・ケイ』へ社号変更。
- タイトーが京セラ株式会社の資本参加により、その子会社となる。
- 任天堂がアーケードゲーム事業から撤退。
- 『アルカノイド』（タイトー）発売。第二次ブロックくずしブームを巻き起こす。
- 『アウトラン』（セガ）発売。
- 『イシターの復活』（ナムコ）発売、アーケードゲーム初の「パスワードコンティニュー」を導入し、全国どの筐体でも継続プレイを可能とした。
- アーケードゲーム専門誌『ゲーメスト』（新声社）創刊。

1987年
- 株式会社テーカンエレクトロニクス（前身は「日本ヨット株式会社」）がテクモ株式会社を吸収合併。
- シネマトロニクス社がトレードウエスト社に買収され、『リーランド・コーポレーション』に社号変更。
- ユニバーサルがアーケードゲーム事業より撤退。
- 『ダライアス』（タイトー）発売。継ぎ目のない3画面モニターを用いてヒットする。
- 『ミッドナイトランディング』（タイトー）発売。アーケードゲーム初の本格的な乗り物シミュレーションゲーム。
- 『ファイナルラップ』（ナムコ）発売。筐体間の通信リンクを導入しヒットする。
- 『オペレーションウルフ』（タイトー）発売。アーケードビデオゲームでは初めて、光線銃の仕組みを応用したガンシューティングゲーム。

1988年
- 『テトリス』（セガ）発売。落ち物パズルゲームが大流行。
- 『トップランディング』（タイトー）発売。国産初の3DCGアーケードゲーム。
- バリー・ミッドウェイのゲーム部門がウィリアムス社に買収され、『ミッドウェイゲームズ』へ社号変更。

1989年
- 世界初の3Dアーケードレースゲームである『ウイニングラン』（ナムコ）発売（この2ヶ月後にアタリがハードドライビンを発売）。
- 『アドベンチャークイズ カプコンワールド』（カプコン）発売。このヒットを契機に各社が挙ってクイズゲームを発売し始める。

### 1990年代
1990年
- 家庭用ハード・ネオジオと同性能の基板を用いたMVS（SNK）発表。

1991年
- 『ストリートファイターII』（カプコン）発売。その後対戦型格闘ゲームが大流行する。

1992年
- 対戦型落ち物パズルゲームの元祖となる『ぷよぷよ』（セガ/コンパイル）発売。
- 『モータルコンバット』（ミッドウェイゲームズ）発売。
- 日本物産がJAMMAを退会。

1993年
- 『バーチャファイター』（セガ）発売。格闘ゲームにおけるポリゴンのリアルタイムレンダリングの最初の事例となり、注目を集めた。

1994年
- 『ザ・キング・オブ・ファイターズ'94』（SNK）発売、以後毎年（2003年まで）発売される人気シリーズとなる。
- 『バーチャファイター2』（セガ）発売。描画速度が秒間60フレームに強化され、大ヒットを巻き起こす。
- 『鉄拳』（ナムコ）発売。鉄拳シリーズはその後20年以上に渡り継続する人気シリーズとなる。
- シューティングゲームの老舗メーカーとして人気だった東亜プランが倒産。
- アイレムがアーケードゲーム事業より撤退（アミューズメントベンダー事業は継続）。

1995年
- 『電脳戦機バーチャロン』（セガ）発売。対戦型格闘ゲームとは一線を画した、対戦を主体としたアクションゲームの草分け的存在。
- JAMMA、AOU、NSCの3団体により、毎年11月23日を「ゲームの日」と制定。全国のゲームセンターにおいて、無料サービスやイベントなどを開催するようになる。
- セガが、アーケードゲームの保守サービス部門をセガ・ロジスティクスサービスへ分社。

1996年
- ミッドウェイゲームズがタイム・ワーナー・インタラクティブを買収。ワーナー所有のアタリゲームの権利を取得。また同年、親会社であるウィリアムスより『ディフェンダー』などの著作権を譲渡される。

1997年
- 『電車でGO!』（タイトー）発売。
- 『beatmania』（コナミ）発売。音楽ゲームのはしりとなった。

1998年
- 『beatmania 2nd MIX』（コナミ）発売。爆発的な人気となり、以後「BEMANIシリーズ」として多数の音楽ゲームが発売された。
- 『ぷよぷよ』シリーズで人気を馳せたコンパイルが和議を申請し経営破綻。
- データイーストがアーケードゲーム事業から撤退。

1999年
- 『DERBY OWNERS CLUB』（セガ）発売。磁気カードによるデータ保存を初めて導入。
- 『Dance Dance Revolution 2ndMIX LINK VERSION』（コナミ）発売。メモリーカードを介した、プレイステーション版とのデータ連動を初めて導入。また同年の『GUITARFREAKS 2ndMIX Link version』では、データ連動のほか「マイギター」として家庭用ギターコントローラーを使用できた。
- 新声社倒産によりゲーメスト廃刊。後継誌として『月刊アルカディア』（エンターブレイン）創刊。
- マイコンBASICマガジンのハイスコア集計、3月号をもって終了。

1990年代まではアーケードゲームが最先端技術の実験場として機能していたが、後にパソコンの技術に統一され、現代ではパソコンゲームに最先端が移行している。

### 2000年代
2000年
- ジャレコが香港の企業「PCCW(パシフィック・センチュリー・サイバーワークス)」より買収され「PCCW Japan株式会社」に社名変更。アーケードゲーム事業から事実上の撤退。
- カネコが資金難によりアーケード含むゲーム事業から撤退。

2001年
- 対戦型格闘ゲームの大手メーカーであるSNKが倒産。
- 『バーチャファイター4』（セガ）発売。ICカードを利用したアーケードゲームとインターネットの本格的な連携を初めて実現。セガはこのゲームのために全国の店舗へのISDN回線の導入を推進した。
- 『太鼓の達人』（ナムコ）稼働開始。

2002年
- トレーディングカードをアーケードゲームに組みこんだ『WORLD CLUB Champion Football』（セガ）発売。トレーディングカードアーケードゲームの原点的作品で、アーケードでしか実現できないシステムとして注目を集める。
- 『麻雀格闘倶楽部』（コナミ）にて、インターネットを介した異なる店舗間でのリアルタイム対戦が、初めて実現。
- ゲームをインターネットに接続し、プレイデータの集計やオンラインアップデートなどを行うサービス「e-AMUSEMENT」（コナミ）がスタート。
- コナミがアミューズメント施設事業（チルコポルト運営など）を分社化のうえアムリードに全株式を譲渡し、事実上の撤退。

2003年
- 『甲虫王者ムシキング』（セガ）発売。トレーディングカードアーケードゲームとしては初めて子供向けとして発売され、現在も続く子供向けトレーディングカードアーケードゲームのブームを牽引する形となった。
- メーカーの枠を超えた対戦型格闘ゲームの全国大会「闘劇」開始。主催はエンターブレイン。

2004年
- セガ・サミー・ナムコの共通ネットワーク規格「ALL.Net」が始まる。
- 『Quest of D』（SEGA-AM2）発売。アーケードにおける初のリアルタイム店舗間マッチング協力プレイが可能なMORPG。

2005年
- アーケードゲーム用ネットワークシステム「NESYS」（タイトー）がサービス開始。
- 任天堂が『マリオカート アーケードグランプリ』でアーケードゲーム事業に再参入。
- 『三国志大戦』（セガ）発売。アクション要素のあるカードゲームとして初めて、異なる店舗間でのリアルタイム対戦を実現。
- いち早く高精細度化を導入したシステム基板「LINDBERGH」（セガ）発売。
- 日本物産がアーケードゲーム事業から撤退。同年稼働開始の『恋するコスプレ秋葉原』が最終作。
- タイトーが株式公開買付けにより、京セラからスクウェア・エニックスの連結子会社となる。
- アイドルプロデュース体験ゲーム『THE IDOLM@STER』（ナムコ）稼働開始。後にプラットフォームを家庭用ゲーム機や携帯電話に移し、アイドルマスターシリーズを形成する。

2006年
- コナミグループの再編に伴い、アーケードゲームなどを手掛ける新会社としてコナミデジタルエンタテインメントをコナミ（後のコナミホールディングス）から新設分割で設立。
- ナムコがバンダイのゲーム事業を譲受し、バンダイナムコゲームスへ商号変更。
- アーケードゲーム市場規模が過去最高の7,029億円に更新。

2007年
- 『頭文字D ARCADE STAGE 4』稼動開始。アーケード向けレースゲームとして初めて、異なる店舗間でのリアルタイム対戦を実現。
- コンシューマーゲームメーカーの大手、スクウェア・エニックスが『ドラゴンクエスト モンスターバトルロード』でアーケードに参入。

2008年
- スクウェア・エニックスのアーケード初の完全オリジナル作品『LORD of VERMILION』発売。
- 『ストリートファイターIII 3rd STRIKE』以来、約9年ぶりのシリーズ作品となる『ストリートファイターIV』（カプコン）発売。
- バンダイナムコゲームスが、バンプレストのゲーム事業を譲受。

2009年
- ミッドウェイゲームズが倒産。資産はワーナー・ブラザースに売却。

### 2010年代
2010年
- スクウェア・エニックスグループ再編に伴い、グループにおけるアーケードゲーム事業をタイトーに集約（同時にコンシューマーゲーム事業はスクウェア・エニックスに集約）。
- テクモが株式会社コーエーと経営統合し「コーエーテクモゲームス」へ社号変更。
- e-AMUSEMENTにて、カード（e-AMUSEMENT PASS）に電子マネー機能を付加する「PASELI（パセリ）」サービス開始。PASELI対応ゲームでは、PASELI利用時のみ所定の特典が得られる。
- ゲーム筺体にダウンロードコンテンツとして配信されているゲームタイトルを、ダウンロードして遊ぶことができるシステム『NESiCAxLive』開始。
- ALL.Netにおいて、それまでゲーム毎に必要だった専用のICカードを、ひとつのICカードまたは携帯電話に集約するサービスを開始（セガ「Aime」、バンダイナムコゲームス「バナパスポート」）。同年11月より、「Aime」と「バナパスポート」の相互利用サービスを開始。

2011年
- コナミが自社アーケード製品の全国大会「KONAMI Arcade Championship」を初開催。

2012年
- JAMMAがNSA、全日本遊園施設協会（JAPEA）と統合し、一般社団法人に移行。名称を「日本アミューズメントマシン協会」に変更。

2013年
- JAMMA主催の展示会「アミューズメントマシンショー」と、AOU主催の展示会「AOUアミューズメント・エキスポ」が統合し、「ジャパンアミューズメントエキスポ（JAEPO）」を開催。
- ALL.Netにおいて、『NESiCAxLive』同様に筐体にゲームをダウンロードして遊ぶシステム『ALL.Net P-ras MULTIバージョン2』開始。
- ウイリアムス社がサイエンティフィックゲームズと合併し、その子会社になる。
- 東亜プランの流れをくむケイブがアーケードゲーム事業より撤退（同時にコンソールゲーム事業からも撤退）。前年稼働開始の『赤い刀 真 for NESiCAxLive』が最終作。
- セガが、子会社のインデックスからアーケードゲーム事業を移管。アトラスはアーケードゲーム事業より撤退。同年稼働開始の『イナズマイレブンGO バトリズム』がアトラスが開発したアーケードゲーム最終作。
- 『ぷよぷよ!!クエスト アーケード』（セガ）発売。アーケードゲーム初の基本プレイ無料制（フリーミアム方式）を導入。

2014年
- 5月29日、e-AMUSEMENT対応のアーケード一部タイトルがパソコンで遊べ、データ共有も可能なサービス「e-AMUSEMENT CLOUD」サービス開始。対応タイトルは、アーケードとの対戦・協力プレイも可能。
- メーカーの枠を超えた音楽ゲームの全国大会「天下一音ゲ祭」開始。主催はAOU。

2015年
- セガグループ再編に伴い、アーケードゲームを手掛ける新会社としてセガ・インタラクティブをセガ（後のセガゲームス）から新設分割で設立。
- バンダイナムコゲームスの商号をバンダイナムコエンターテインメントへ変更。
- カプコンが自社開発基板であるCPシステム・CPシステムII・CPシステムIIIの修理サポートを終了。サポート終了タイトルは1984年 - 2004年発売のタイトルで、144タイトルに上った。
- 『鉄拳7』（バンダイナムコエンターテインメント）発売。アーケードの対戦型格闘ゲームでは初めての店舗間オンライン対戦を導入。
- タイトーが対戦型ゲームの全国大会「闘神祭」を開催。当初は自社製品『NESiCAxLive』のプロモーションの一環だったが、翌年より『鉄拳7』などの他社製品も加わり、2012年に終了した「闘劇」の実質的な後継イベントとなる。
- タイトーが「マルチ電子マネー決済システム」を導入開始。自社ロケーションにおいて、流通系および交通系電子マネーでの決済が可能となる。
- カプコンがNESiCAxLiveに続き、ALL.Netも導入。
- アルカディアが4月号をもって定期刊行を終了。

2016年
- 『艦これアーケード』（セガ・インタラクティブ）発売。トレーディングカードアーケードゲーム初のオンデマンド印刷を導入（片面印刷のみ）。また、カードとプレイヤーアカウントの紐付けを実現。
- 『三国志大戦』（セガ・インタラクティブ）発売。オンデマンド印刷の両面印刷を初めて導入。
- セガ・インタラクティブとコナミデジタルエンタテインメントが、共同でアミューズメント施設向けマルチ電子マネーシステムを開始することを発表。「PASELI（パセリ）」、交通系電子マネー、流通系電子マネーを1台の端末で対応。
- コナミグループ再編に伴い、コナミデジタルエンタテインメントのアーケードゲーム事業をコナミアミューズメントへ吸収分割で移管。
- セガ・インタラクティブが、アーケードゲームタイトルのIP（知的財産権）をスマートフォンゲームにも活用する「マルチデバイス×ワンサービス」を発表。
- アルカディア定期刊行終了により全国ハイスコア集計が途絶えたことを受け、日本ハイスコア協会が2月に発足し、独自にハイスコア集計を継続。

2017年
- NESiCAxLiveのシステムを継承し、かつ店舗間オンライン対戦に対応した『NESiCAxLive2』サービス提供開始。
- セガ・インタラクティブとセガ・ロジスティクスサービスが、LINDBERGH以前のシステム基板並びにATOMISWAVEを使用したタイトルの修理サポートを終了。
- バンダイナムコエンターテインメントが、アーケードゲームのアフターサービス部門をバンダイナムコテクニカへ新設分割で移管。
- バンダイナムコエンターテインメントとバンダイナムコテクニカが、『ギャラクシアン』・『ゼビウス』・『鉄拳6 BLOODLINE REBELLION』以前の鉄拳シリーズなど272タイトルの修理サポートを終了。

2018年
- JAMMAとAOUが合併し、日本アミューズメント産業協会（JAIA）が発足。
- バンダイナムコエンターテインメントのアーケードゲーム事業を、バンダイナムコアミューズメント（ナムコから商号変更）へ吸収分割で移管。
- セガ・インタラクティブ、バンダイナムコエンターテインメント、コナミアミューズメントの3社が、各社が独自に展開していたアーケードゲーム用ICカードの仕様を統一した規格「Amusement IC」を制定。各社が同規格に対応した「アミューズメントICカード」を発売。
- カプコンが『crossbeats REV.』のオンラインサービスを終了、『Cytus Ω』および『進撃の巨人 TEAM BATTLE』の開発中止を発表し、アーケードゲームから事実上の撤退。

2019年
- タイトーが『ストリートファイターV タイプアーケード』にてAmusement ICに参入。「アミューズメントICカード」対応のNESiCAを発売。
- カプコンが自社業務用アミューズメント機器の修理サポート業務を、セガ・ロジスティクスサービスに移管。
- 『ALL.Net P-ras MULTI Ver.3』（セガ）開始。ゲームパッド接続用のUSB端子などを備えた新筐体にて供給される。
- 子供向けアーケードゲームの開発や、プライズマシンの開発・販売を行っていたマーベラスが、音楽グループHARDCORE TANO*Cとの共同開発作品である『WACCA』で開発兼パブリッシャーとして参入。
- ALL.Netがサービスの高速化・安定化を目的に、ネットワーク回線をIPv4 PPPoE接続からIPv6 IPoE接続に変更。
- システム基板「exA-Arcadia」発売。海外の新興デベロッパによる開発で、ゲームはロムカートリッジで供給される。11月27日、ローンチタイトル『アカとブルー タイプレボリューション』稼動開始。

### 2020年代
2020年
- セガとタイトーが、ALL.NetとNESYSのネットワーク回線の共同利用に合意。店舗側の負担を減らすため、ALL.Netが先行して導入していたIPv6 IPoE接続に、NESYSが相乗りすることとなる。
- セガゲームスがセガ・インタラクティブを吸収合併。セガゲームスは社名をセガに再変更。
- ワスド株式会社、アミューズメント施設向けクラウド接客サービス「デジちゃいむ」提供開始。セガやタイトーなどが系列店舗に導入。
- セガ エンタテインメントが12月30日付でGENDAの連結子会社となり、商号をGENDA SEGA Entertainmentに変更。これによりセガはアミューズメント施設運営事業から撤退。なおセガグループは同社の株式14.9%を引き続き保有し、店舗名としてのセガブランドは継続する。

2021年
- 『バーチャファイター eスポーツ』ALL.Net P-ras MULTI Ver.3にて稼動開始。『バーチャファイター5』のリメイク作品で、メジャーバージョンアップとしては『バーチャファイター5 ファイナルショーダウン』以来約11年ぶりの新作となる。
- 10月31日までにスクウェア・エニックスの全タイトルがネットワークサービスを終了し、アーケードゲームから事実上の撤退。
- 『CHRONO CIRCLE』（アンダミロ）稼動開始。ラウンドワン限定稼動タイトルで、筐体にもラウンドワンのロゴが刻印されている。以降も『DANCE aROUND』（コナミアミューズメント）『MUSIC DIVER』（タイトー）とラウンドワン限定稼動タイトルがリリース。
- コナミアミューズメント主催のBEMANIシリーズタイトルのeスポーツ大会「BEMANI PRO LEAGUE」開始。チームオーナーにはアミューズメント施設を運営する企業が名を連ねる。

2022年
- GENDA SEGA Entertainment、セガの所有する自社株式14.9％を取得し、社名をGENDA GiGO Entertainmentに変更。あわせて店舗ブランド「SEGA」を今後「GiGO」へ変更することを発表した。さらに株式会社宝島の全株式を取得し完全子会社化（「宝島」「あそびのひろば」のブランドは継続）、のち吸収合併。7月には北海道でディノスパークを経営していたスガイディノスより事業譲渡を受けた。

2023年
- 3月29日、ワスド株式会社破産。「デジちゃいむ」はGENDAが9月1日付けで資産譲渡により取得しサービス継続。
- ジャパンアミューズメントエキスポが同年をもって開催終了。同年秋に「アミューズメント エキスポ in TOKYO BIG SIGHT」としてリニューアルし開催。

2024年
- 4月1日、セガが手掛けているアーケードゲーム事業を、セガ フェイブ（セガトイズから商号変更）へ吸収分割で移管。

2025年
- 6月2日、コナミアミューズメントのアーケードゲーム事業を、新会社コナミアーケードゲームスに吸収分割承継。なお初代代表取締役社長に西村宜隆が就任。

## 分類
- ビデオゲーム
  - 対戦格闘型 - 対戦相手を撃破し、勝利を目指す物 - 『機動戦士ガンダム vs.シリーズ』、『バーチャファイターシリーズ』など多数。
  - 反射型 - 移動している物体をパドルなどを操作して打ち返す物 - 『ポン』、『ブロックくずし』など。
  - シューティング型 - 固定もしくは移動する目標を射撃する物 - 『スペースインベーダー』、『ゼビウス』など。
  - ドットイート型 - 場面上に配置された物を回収する物 - 『ヘッドオン』、『パックマン』など。
  - ベルトスクロールアクション型 - 横から見た構成の画面で、一定の敵が出てくるのを倒しながら一定の方向に進んでいくもの、ベルトコンベアーに例えてつけられた - 『ダブルドラゴンシリーズ』、『ファイナルファイト』など。
  - テーブルゲーム - クイズ、麻雀、将棋などのアナログゲームをコンピュータ上で遊べるようにしたもの。近年ではネットワーク対戦を利用したものが多い。 - 『クイズマジックアカデミー』、『麻雀格闘倶楽部』など
  - レースゲーム - 車を操作し、相手車両より先着する物 - 『湾岸ミッドナイト MAXIMUM TUNEシリーズ』、『頭文字D ARCADE STAGE』など。
- 音楽ゲーム
  - 演奏型 - 曲を正しく演奏してクリアを目指すもの。『beatmania IIDX』、『GITADORA』、『太鼓の達人』、『pop'n music』など。
  - ダンス型 - 矢印や振り付けを見て踊るもの。体力を使う。『Dance Dance Revolution』、『Dance Evolution ARCADE』など。
  - リズム型 - リズムに合わせてオブジェクトやボタンを押し、クリアを目指すもの。『jubeat』、『初音ミク Project DIVA Arcade』など。
- エレメカ
  - プライズゲーム - ゲームの結果により、景品がもらえるもの。『UFOキャッチャー』等
  - ベンダー - 必ず商品が出てくる自動販売機。『プリント倶楽部』『甲虫王者ムシキング』等。法的にはゲーム機とは見なされない。

## アーケードゲームの復刻
1990年代後半より、1980年代〜1990年代前半のアーケードゲームタイトルを、アーケードにおける仕様を極力再現した単品または複数カップリングによるコンシューマ移植ソフトとしてリリースされるようになっている。これらのゲームはコントローラーの任意のボタン（SELECTボタンなど）でクレジットの投入を再現できるものが多い。2020年代にはアーケードゲーム筐体をモチーフとした復刻ゲーム機が登場している。
主な一例
- ナムコミュージアム
- カプコン クラシックスコレクション
- タイトーメモリーズ
- コナミ アーケード コレクション
- オレたちゲーセン族
- ネオジオ オンラインコレクション
- バーチャルコンソールアーケード
- Xbox Live Arcade
- アーケードアーカイブス
- アストロシティミニ - アストロシティミニ V
- ネオジオ ミニ
- イーグレットツー ミニ

## 関連企業
（アーケ―ドゲーム関連企業）
- スタンバイ - 業務用ゲーム機の販売、レンタル、中古機、景品、部品、修理など
- オルガンソフト - 未上場、携帯機のほかアーケード用のゲームの3Dグラフィックやアニメーションなどを制作。大阪市中央区
- ユーテック - 未上場、アーケードゲーム機械の販売及び中古買取を行う会社、アミューズメント施設向けに、クレーンゲームなどプライズゲーム機を中心としたアーケードゲーム機械を販売。新品販売の他、中古機械の買取・販売も。吹田市
- セイミツ工業 - 未上場、アミューズメント関連部品の製造及び販売を行っている会社でジョイスティックや押しボタンなどのアミューズメント関連部品の製造や販売。埼玉県戸田市
- セガ・ロジスティクスサービス - 未上場、アミューズメント機器などの物流業務全般、アミューズメント機器の保守サービスや修理なども。東京都大田区
- バンダイナムコアミューズメント - 未上場、アミューズメント機器の企画および卸売。東京都港区
- 大栄工業 - 未上場、ゲームセンター用の大型木製キャビネットおよび関連部品を製造。東京都品川区
- 佐伯工業 - 未上場、鉄道車両と遊戯機械に関する業務を行っている会社で車両更新工事、屋根・台車補修工事や点検・整備などの鉄道車両に関する事業。泉南郡岬町
- エスアイエレクトロニクス - 未上場、アミューズメントエレクトロニクス製品の企画・開発・設計など。東京都中央区
- 松浦製作所 - 未上場、ATMやアミューズメントマシンのほか航空機内装品などの製造。新潟県新発田市
- オウミ技研 - 未上場、アミューズメント機器をメインに民生品の制御基板などシステム制御およびゲーム機の開発を手掛ける会社でハードウェアやソフトウェアの企画および開発・設計。群馬県太田市
- ファイブ - 未上場、業務用アミューズメント機器(UFOキャッチャー・スロット・パチンコ)のゲーム機器などの卸売やリサイクルショップを運営。福岡県久留米市
- タクミコーポレーション - 未上場、国内外の業務用・家庭用ゲーム関連ソフトウェアの企画及び開発。東京都新宿区
- ユニ機器 - 未上場、メダル自動補給装置などレジャー機器や自動販売機の製造および販売。栃木県小山市

（アーケードゲーム機製造企業）
- アイ・エム・エス - 未上場、プリントシール機のほかプライズ機などのアミューズメント機器を開発・販売。吹田市
- エスプラン - 未上場、小型クレーンゲーム機「カリーノシリーズ」の製造および販売。福岡県春日市
- アムジー - 未上場、業務用ゲーム機の開発や製造および販売、子供向けやファミリー向業務用メダルゲームなど。相模原市中央区
- 西友エレクトロ - 未上場、電子部品やプリクラボックスなどの製造。宮城県栗原市
- メイクイースト - 未上場、プリクラ機等のアミューズメントマシンの会社でプリクラ機を中心とした、アミューズメントマシンの開発。東京都千代田区
- 富士電子工業 - 未上場、メダルゲームなどアミューズメント機械の製造・販売。千葉県市川市
- ユー・エス産業 - 未上場、アーケードゲームの開発や販売などを手掛ける企業でプリクラやUFOキャッチャーなどゲームセンター用のアミューズメントゲーム機の開発や製造、そして販売。大阪市大正区
- ピクセルカンパニーズ - JASDAQ、カジノ用ゲーム機の開発などを行う。東京都港区
- カプコン - 東証１部、デジタルコンテンツの開発・販売。大阪市中央区
- コナミアミューズメント - 未上場、アーケードゲームやアミューズメント施設向けゲーム機器を製造や販売。愛知県一宮市
- メトロ - 未上場、業務用・家庭用ゲームの企画・製造・開発。大阪市淀川区
- 北日本通信工業 - 未上場、アーケードゲームの製造および販売。福島県須賀川市
- ウイング (杉並区の企業)
- ディーディーエル - 未上場、業務用ゲーム機、機器組込システムや玩具及びゲーム機器等の設計及び製造。札幌市中央区
- アルゼゲーミングテクノロジーズ - 未上場、ゲーミング事業に特化したカジノマシンの開発。東京都江東区
- アイ・ウィル - 未上場、「ねこくじ」などのアミューズメント施設用ゲーム機の製造・販売。埼玉県戸田市
- コーエーテクモホールディングス - 東証１部、「信長の野望」「三國志」など歴史シミュレーションゲームが強みのゲーム製作会社でPC向けゲームで発展してきたコーエー社と、業務用娯楽機器で発展してきたテクモ社が2009年に経営統合し設立。神奈川県横浜市港北区